# Leichtathletik-Europameisterschaften 2002/10.000 m der Männer

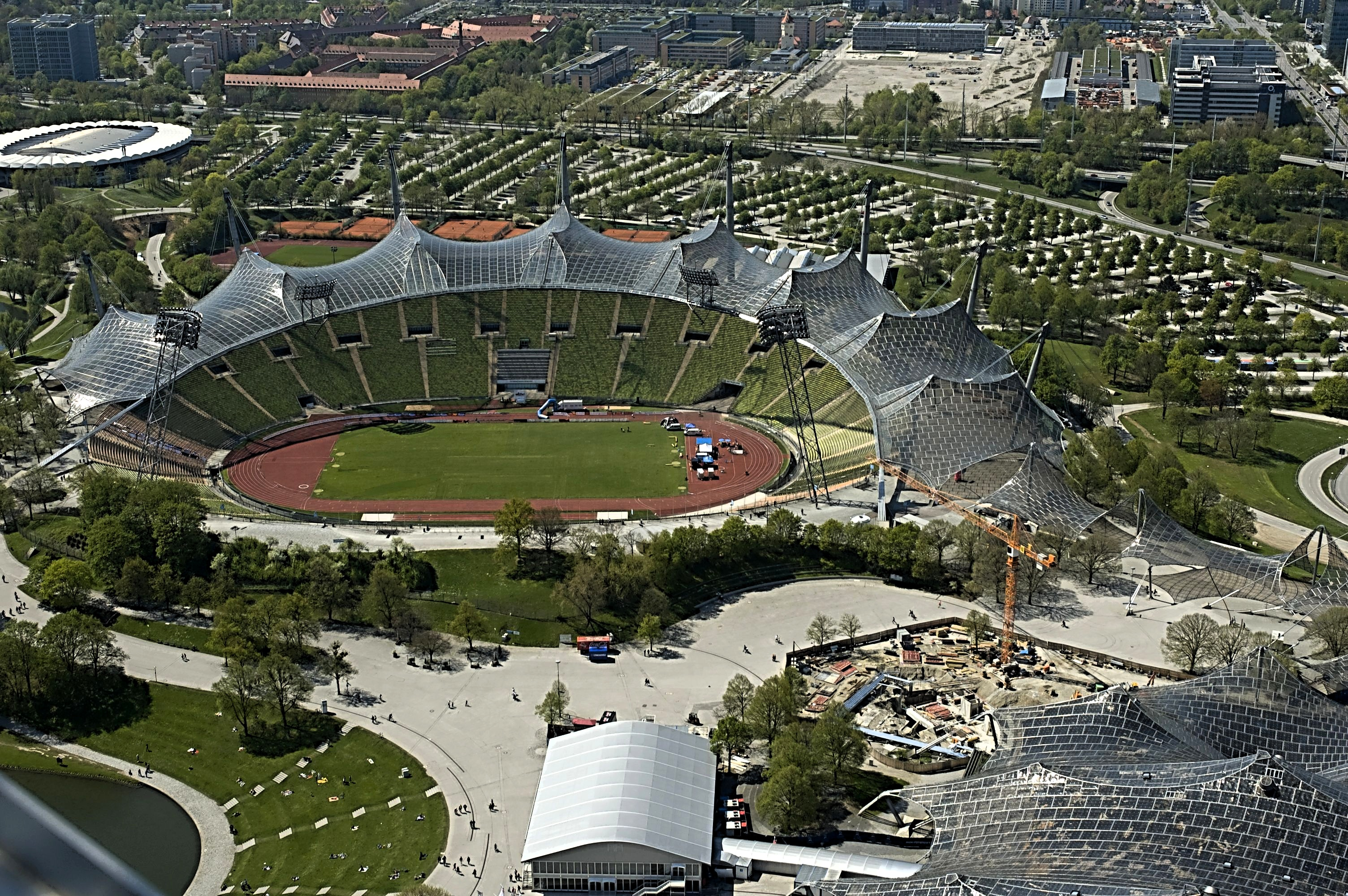
Das Olympiastadion in München von oben im Jahr 2009

Der 10.000-Meter-Lauf der Männer bei den Leichtathletik-Europameisterschaften 2002 wurde vom 16. bis 18. August 2002 im Münchener Olympiastadion ausgetragen.
In diesem Wettbewerb errangen die spanischen Langstreckenläufer mit Gold und Bronze zwei Medaillen. Europameister wurde José Manuel Martínez. Der Deutsche Dieter Baumann wiederholte mit Rang zwei seine Platzierung von 1998. Er war vorher vor allem auf der 5000-Meter-Strecke erfolgreich, unter anderem als Olympiazweiter 1988, Olympiasieger 1992 und Europameister 1994. Bronze ging an José Ríos.

## Bestehende Rekorde
| Weltrekord           | 26:22,75 min | Haile Gebrselassie | Hengelo, Niederlande      | 1. Juni 1998      |
| Europarekord         | 26:52,30 min | Mohammed Mourhit   | Stockholm, Schweden       | 3. September 1999 |
| Meisterschaftsrekord | 27:30,99 min | Martti Vainio      | EM Prag, Tschechoslowakei | 29. August 1978   |

Der bereits seit 1978 bestehende EM-Rekord wurde auch bei diesen Europameisterschaften erreicht. Mit seiner Siegerzeit von 27:47,65 min blieb der spanische Europameister José Manuel Martínez 15,66 s über dem Rekord. Zum Europarekord fehlten ihm 55,35 s, zum Weltrekord 1:24,90 min.

## Durchführung
Wie auf der längsten Bahndistanz üblich gab es keine Vorrunde, alle siebzehn Teilnehmer starteten in einem gemeinsamen Finale.

## Legende
| DNF | Wettkampf nicht beendet (did not finish) |

## Resultat

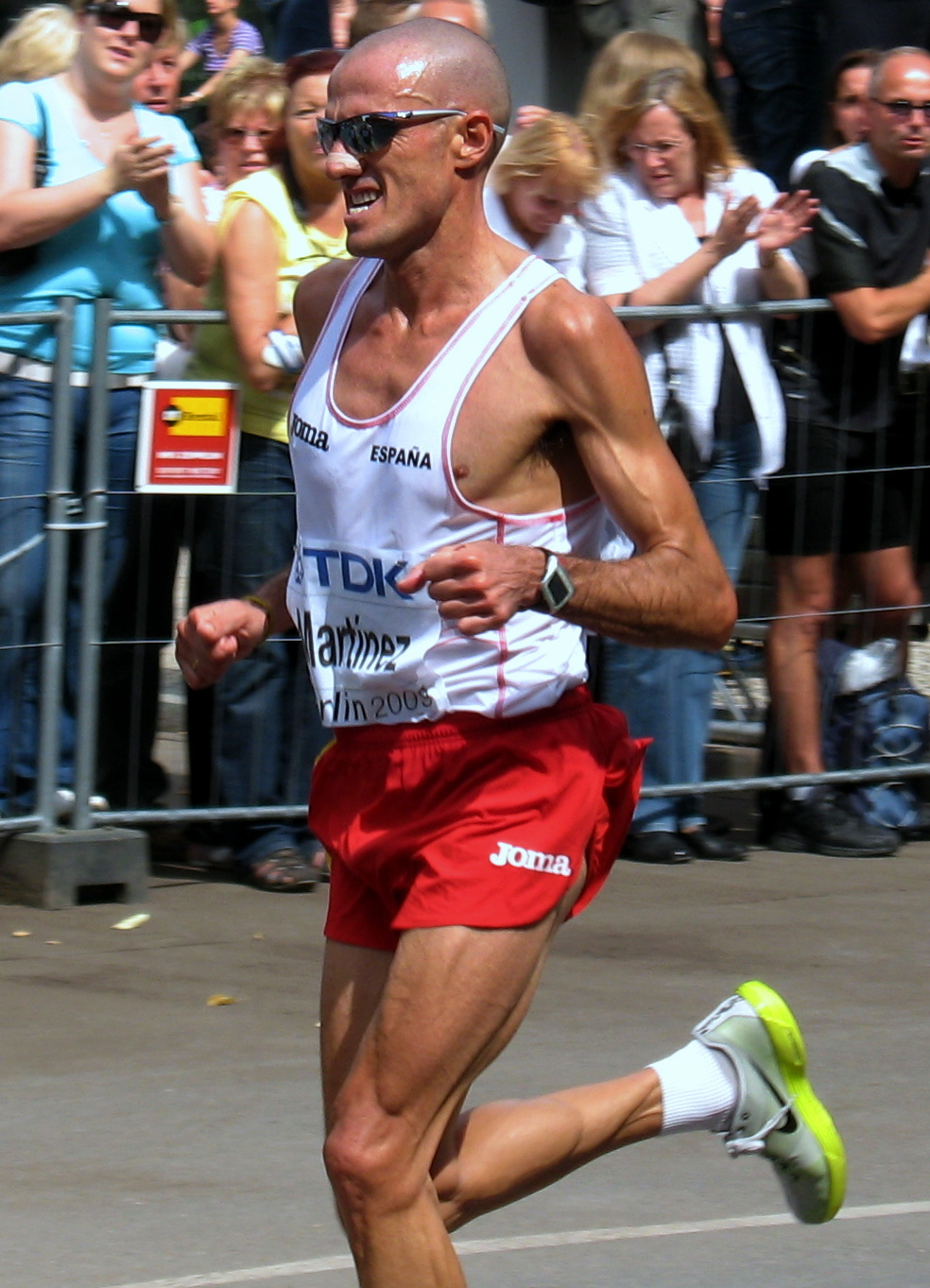
Europameister José Manuel Martínez

7. August 2002
| Platz | Name                 | Nation         | Zeit (min) |
| ----- | -------------------- | -------------- | ---------- |
| 1     | José Manuel Martínez | Spanien        | 27:47,65   |
| 2     | Dieter Baumann       | Deutschland    | 27:47,87   |
| 3     | José Ríos            | Spanien        | 27:48,29   |
| 4     | Stefano Baldini      | Italien        | 27:50,98   |
| 5     | Karl Keska           | Großbritannien | 28:01,72   |
| 6     | El Hassan Lahssini   | Frankreich     | 28:05,13   |
| 7     | Marco Mazza          | Italien        | 28:05,94   |
| 8     | Dmitri Maximow       | Russland       | 28:19,20   |
| 9     | Kamiel Maase         | Niederlande    | 28:21,85   |
| 10    | Rachid Berradi       | Italien        | 28:24,31   |
| 11    | Dennis Jensen        | Dänemark       | 28:24,55   |
| 12    | Ignacio Cáceres      | Spanien        | 28:25,84   |
| 13    | Alexander Lubina     | Deutschland    | 28:43,90   |
| 14    | Claes Nyberg         | Schweden       | 29:03,92   |
| 15    | Mario Kröckert       | Deutschland    | 29:08,86   |
| 16    | Seamus Power         | Irland         | 29:43,65   |
| DNF   | Abdellah Béhar       | Frankreich     |            |

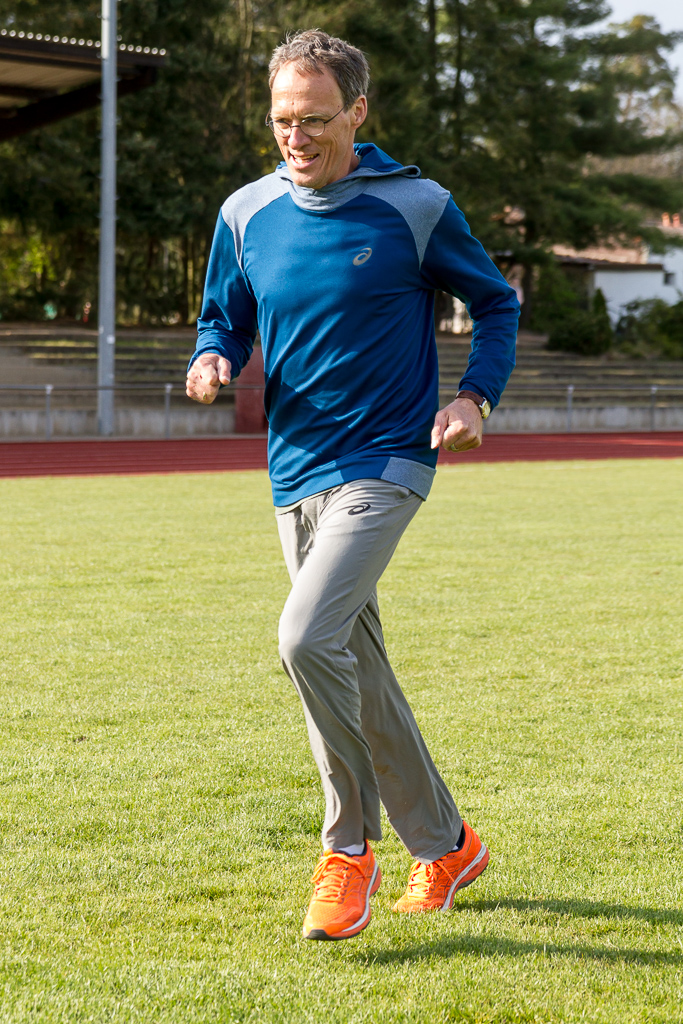
Dieter Baumann, über 5000 Meter unter anderem Olympiazweiter 1988, Olympiasieger 1992 und Europameister 1994, wurde wie 1998 Vizeeuropameister
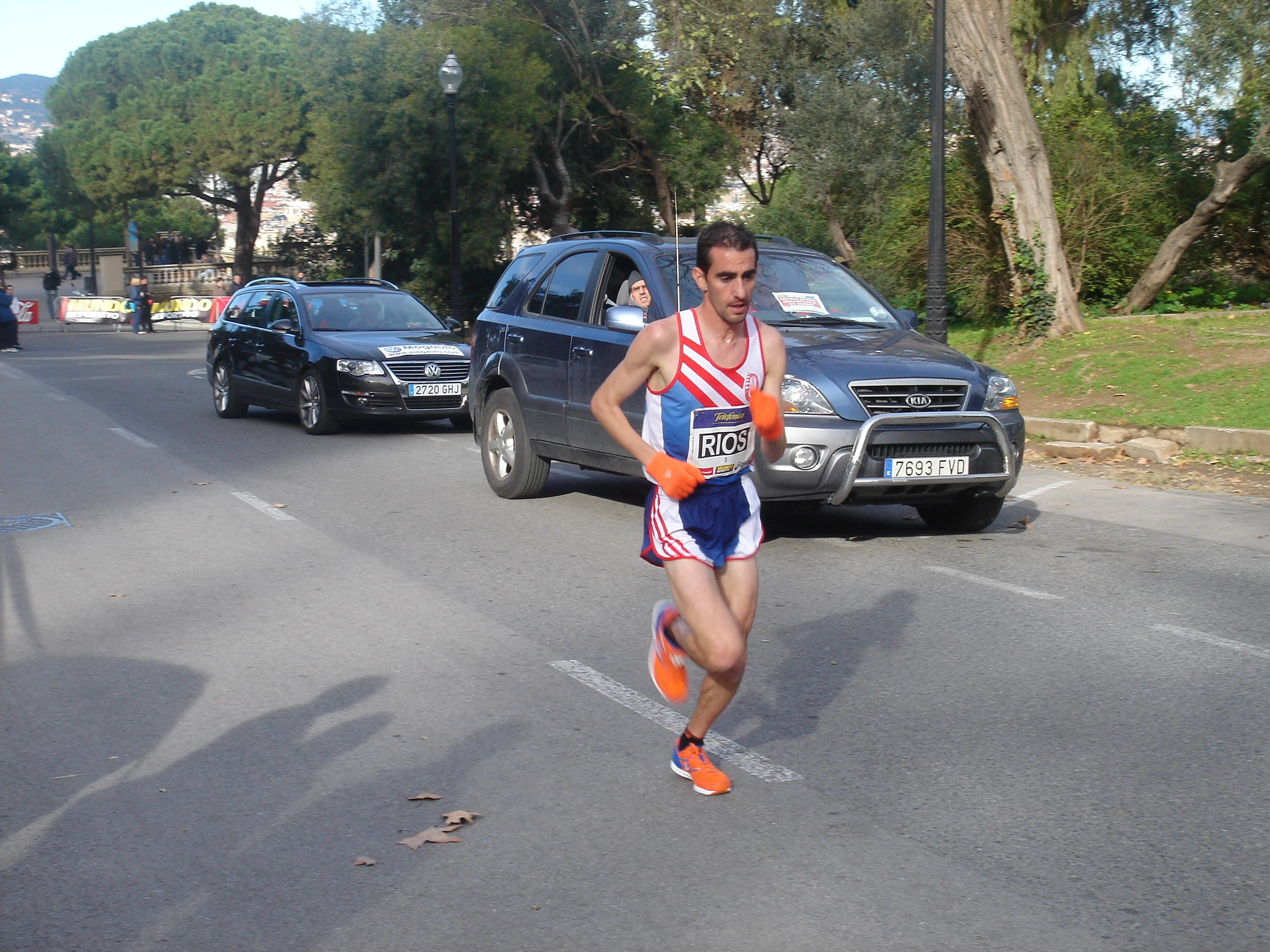
Bronzemedaillengewinner José Ríos
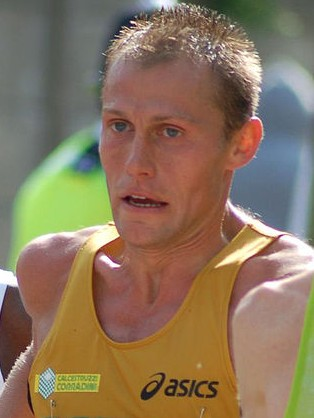
Stefano Baldini, im Marathonlauf Europameister 1998 und WM-Dritter 2003, erreichte Platz vier – im Jahr darauf wurde er Marathon-Olympiasieger

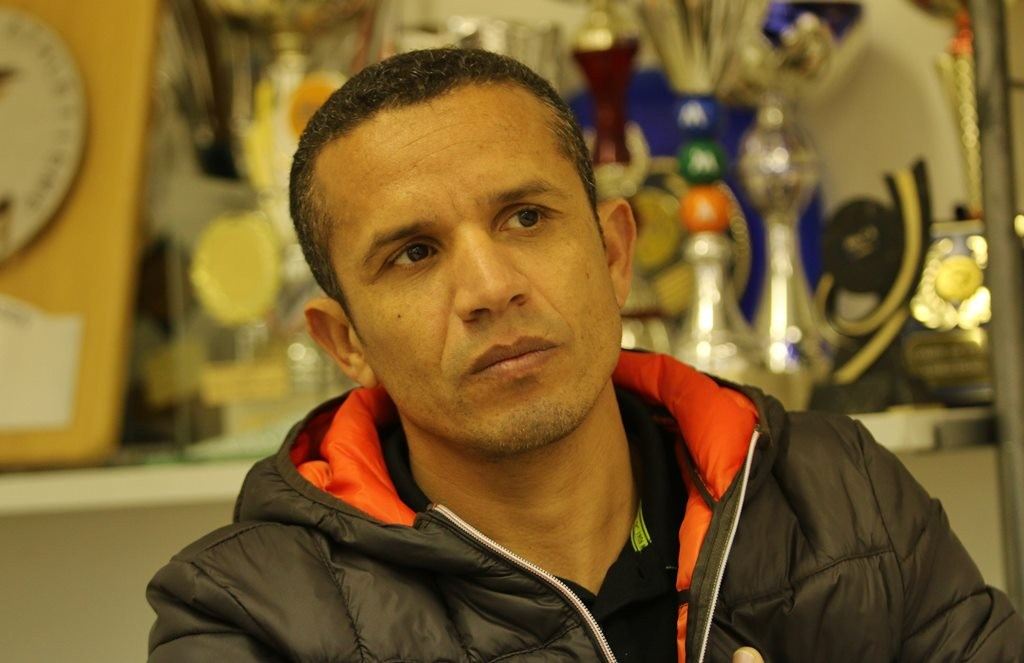
El Hassan Lahssini kam auf den sechsten Platz
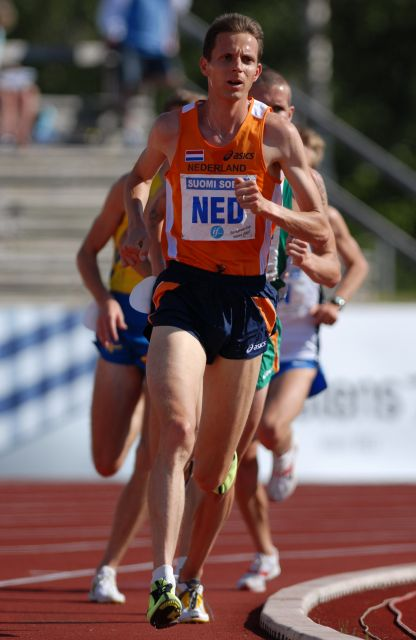
Kamiel Maase, vier Tage später Fünfter über 5000 Meter, belegte Rang neun
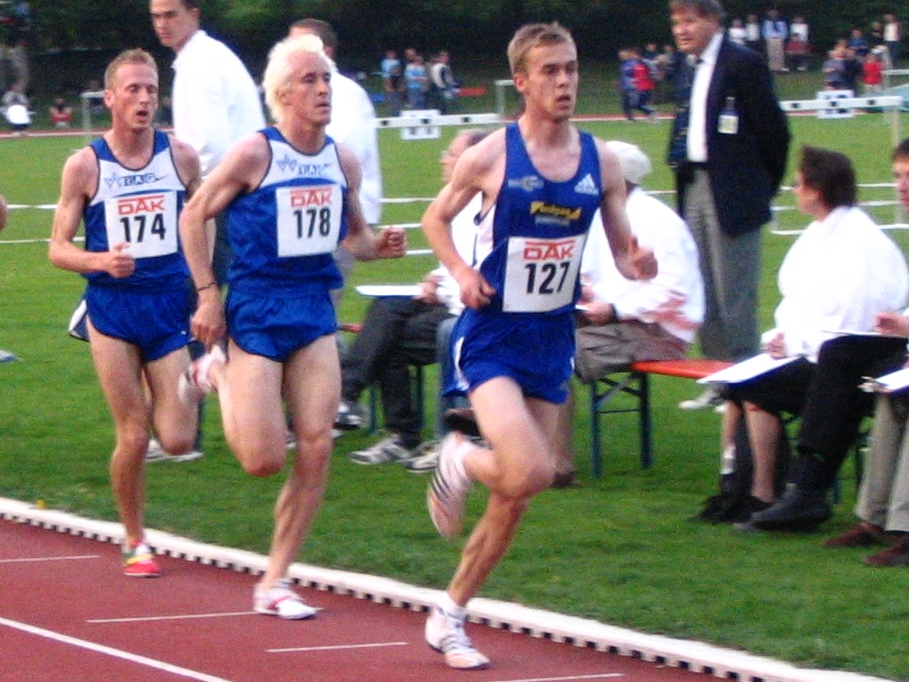
Alexander Lubina (Mitte) wurde Dreizehnter in diesem Finale

## Videolinks
- 10000m-Finale Männer Leichtathletikeuropameisterschaften 2002, youtube.com, abgerufen am 19. Januar 2023
- 10000m-Finale Männer Leichtathletikeuropameisterschaften 2002, youtube.com, abgerufen am 19. Januar 2023
- European Champs 10,000m final - Munich 2002, youtube.com, abgerufen am 19. Januar 2023